# Elma (rzeka)
Elma (niem. Elm) – rzeka w woj. warmińsko-mazurskim, lewy dopływ Łyny, o długości 37,6 km.

## Przebieg
Wypływa na północ od miejscowości Sigajny w gminie Górowo Iławeckie i kieruje się na południowy wschód. W miejscowości Gałajny przepływa pod drogą wojewódzką nr 511, mija wieś Nowa Wieś Iławecka i zmienia kierunek na południowy. Płynąc dalej mija miejscowości Wiewiórki, Deksyty, Weskajmy, Bądze, Piaseczno, Koniewo. Do Łyny wpada w miejscowości Wojdyty.
W górnym biegu ma charakter wąskiego i płytkiego rowu, częściowo uregulowanego. Otaczają ją pola uprawne oraz łąki. Od Jagot przepływa przez kompleks leśny, a jej dolina się zwęża. Rzeka płynie tu malowniczym wąwozem, intensywnie meandrując. Dno pokryte jest piaskiem, żwirem oraz kamieniami. Powyżej wsi Koniewo istnieje zalew o powierzchni około 8 hektarów z elektrownia wodną.

## Ichtiofauna
W rzece występują takie ryby, jak: karaś, lin, karp, płoć, szczupak i okoń. Przed laty występowały tutaj pstrągi potokowe, ale obecnie nie są już stwierdzane. Przed 2003 Marian Paruzel napotkał w rzece pstrąga tęczowego. Woda należy do Okręgu PZW w Olsztynie.